# Olaf Henrik Schmidt
Olaf Henrik Schmidt (* 12. Dezember 1913 in Sommersted bei Hadersleben, Dänemark; † 7. Juni 1996 in Kopenhagen) war ein dänischer Mathematik- und Astronomiehistoriker.
Schmidt schloss das Studium der Mathematik bei Otto Neugebauer an der Universität Kopenhagen 1938 ab und folgte diesem dann an die Brown University in den USA, wo er 1943 promoviert wurde (On the Relation Between Ancient Mathematics and Spherical Astronomy.). Aufgrund des Kriegsausbruchs blieb er bis 1945 in den USA. Ab 1953 erhielt er eine Anstellung als Mathematikhistoriker an der Universität Kopenhagen, die 1965 in eine Professur für Geschichte der exakten Wissenschaften umgewandelt wurde.
Er war sehr zögerlich im Publizieren, da er ständig seine Manuskripte verbesserte, und stand als Mathematikhistoriker Hieronymus Zeuthen nahe. Er war vornehmlich an der Aufdeckung mathematischer Ideen in den Werken der Mathematiker interessiert und studierte sie im Rahmen des Stands der Technik ihrer Zeit und nicht im Rückblick mit später entwickelten Methoden. Er befasste sich unter anderem mit babylonischer Mathematik und Astronomie, indischer Mathematik und Astronomie und Archimedes.
Er war korrespondierendes Mitglied der International Academy for the History of Science.

## Schriften
- The computation of the length of daylight in Hindu astronomy, Isis, Band 35, 1944, S. 205–211
- Regnestokken; vejledning i brugen af system Rietz og system Darmstadt, Kopenhagen 1950
- On the computation of ahargana, Centaurus, Band 2, 1952, S. 140–180
- mit Viggo Petersen: The determination of the longitude of the apogee of the orbit of the Sun according to Hipparchus and Ptolemy, Centaurus, Band 12, 1968, S. 73–96
- A mean value principle in Babylonian planetary theory, Centaurus, Band 14, 1969, S. 267–286
- A system of axioms for the Archimedean theory of equilibrium and centre of gravity, Centaurus, Band 16, 1975, S. 1–35
- On Plimpton 322 : Pythagorean numbers in Babylonian mathematics, Centaurus, Band 24, 1980, S. 4–13
- mit Lis Brack-Bernsen: Bisectable trapezia in Babylonian mathematics, Centaurus, Band 33, 1990, S. 1–38
- mit Lis Brack-Bernsen: On the foundations of the Babylonian column {\displaystyle \phi } : astronomical significance of partial sums of the lunar four, Centaurus, Band 37, 1994, S. 183–209